# Bruto secondo
Bruto II è una tragedia che ha per oggetto le idi di marzo, scritta da Vittorio Alfieri e pubblicata nel 1789.
È dedicata al "Popolo italiano futuro" e fu ispirata all'Alfieri dalla lettura delle Vite parallele di Plutarco.

## Trama
La tragedia prende le mosse dalle vicende che portarono la Repubblica romana a trasformarsi in impero.
Nella Roma repubblicana il potere è ormai saldamente in mano a Cesare che ha asservito al suo volere il Senato ed è stato nominato imperatore, tuttavia un gruppo di ferventi repubblicani composto dal pretore Bruto, Cicerone, Cassio e Cimbro cospira per restaurare le istituzioni repubblicane alla pienezza dei poteri.
La cospirazione contro Cesare è però funestata da un colloquio fra quest'ultimo e Bruto, in cui l'imperatore, rifiutando gli inviti a dismettere le vesti di dittatore e nonostante il disprezzo mostrato dal pretore, gli rivela di essere suo padre. Sconvolto da questa notizia Bruto, tuttavia, non recede dai suoi propositi e torna immediatamente dai congiurati con cui decide di uccidere il tiranno.
La vicenda si conclude con l'assassinio di Cesare per mano di Bruto e con la sollevazione popolare contro i senatori, considerati traditori della patria.

### Atto I
Nella prima scena, tutti i personaggi si trovano riuniti in consiglio nel foro. Cesare annuncia la propria intenzione di coronare la lunga serie di vittorie romane con una nuova campagna contro i Parti. Cimbro crede che, prima di intraprendere una nuova guerra, in Roma debba essere reintrodotta la libertà, sottratta a troppi dagli obblighi bellici. Antonio approva la proposta di Cesare. Cassio è favorevole alla soppressione della dittatura, cosicché la stessa Roma possa poi decidere se iniziare la nuova guerra. Cicerone si lamenta dei dissidi interni esistenti a Roma, e pensa che non si debba procedere contro i Parti fino a che questi non saranno ricomposti.
L'ultimo a parlare è Bruto: egli consiglia a Cesare di ignorare i consigli del servile Antonio, poi dice di sapere che Cesare mira a ottenere l'autorità suprema, e ricorda l'approvazione universale riscossa poco tempo prima da Cesare stesso rifiutando, nonostante la sua brama, la corona offertagli proprio da Antonio; Bruto conclude ammonendo Cesare che i Romani non accetteranno di essere suoi sudditi se egli vorrà trasformarsi in tiranno. Cesare scioglie il consiglio, e comunica che il giorno seguente, per prendere la decisione finale, si terrà un incontro presso la curia di Pompeo, senza scorte armate.

### Atto II
Cimbro dice a Cicerone che ha invitato Bruto e Cassio d unirsi a loro,  per decidere come fare per resistere alla proposta di Cesare; essi temono che, se Cesare riuscirà a sfidare e sconfiggere i Parti, tornerà in Roma alla testa di un esercito vittorioso e diverrà padrone assoluto della città. Giunto Cassio, Cicerone si offre di usare la propria eloquenza per convincere il popolo, ma Cimbro crede che sia necessario sollevare anche le province e forse giungere alla guerra civile. Cassio pensa che la questione si debba chiudere con l'uccisione di Cesare, e si dice disposto a essere l'autore dell'omicidio, lasciando ad altri il compito di uccidere Antonio.
Più tardi giunge anche Bruto, annunciando di essere in ritardo poiché è stato trattenuto da Antonio, che gli chiedeva di recarsi a colloquio con Cesare; Bruto ha accettato. Poi Bruto ricorda le passate virtù di Cesare, dicendo che solo di recente è nata in lui la brama di essere tiranno, e rammenta di come Cesare gli abbia lasciato la vita dopo la battaglia di Farsalo; Bruto dichiara che Cesare avrebbe le qualità adatte per reggere i destini di Roma, e si ripromette, nel prossimo colloquio, di cercare di convincerlo a essere un buon capo e non un dittatore. Infine Bruto mostra il pugnale col quale è pronto ad uccidere Cesare se egli resisterà a questa proposta.

### Atto III
Antonio annuncia a Cesare la prossima venuta di Bruto, mettendolo in guardia da quest'ultimo. Cesare dice di voler tentare di farsi Bruto alleato, e chiedergli di badare ai propri interessi in Roma mentre combatterà contro i Parti. Bruto giunge, e tra i due si svolge una lunga e animata conversazione, in cui ciascuno di loro, senza successo, cerca di convincere l'altro ad adottare i propri convincimenti.
Al termine Cesare sbalordisce Bruto rivelandogli di essere il proprio figlio, avuto da sua madre Servilia; Cesare ha appreso questo da una lettera ricevuta dalla donna alla vigilia della battaglia di Farsalo, e ciò spiega la clemenza usata con Bruto in quell'occasione. Bruto è combattuto tra i contrastanti sentimenti di figlio e di patriota, ma rifiuta ancora con sdegno gli inviti di Cesare ad unirsi a lui contro la libertà di Roma. Infine Bruto ricorda che per amore della libertà il suo omonimo Lucio Giunio Bruto è giunto ad uccidere i propri figli.

### Atto IV
Bruto incontra ancora Cassio e Cimbro. Racconta loro i particolari del colloquio con Cesare, e la scoperta di essergli figlio. Poi Bruto racconta che la propria moglie Porzia, sconsolata perché capiva che Bruto le nascondeva importanti segreti, si è inflitta una grave ferita, per dimostrargli di essere degna delle sue confidenze e di essere una vera romana. Quindi, avendo saputo del progetto di Bruto, Porzia le ha dato la propria piena approvazione, nonostante i gravi pericoli che ne derivano.
Poco dopo giunge Antonio, chiedendo, da parte di Cesare, di poter parlare da solo con Bruto, ma Bruto rifiuta di congedare gli amici. Alla loro presenza, Antonio domanda a Bruto, senza successo, di sottomettersi al proprio padre. I tre si separano, per fare i preparativi per l'indomani.

### Atto V
Pochi senatori, lentamente, prendono il loro posto nella curia di Pompeo. Bruto e Cassio li osservano poi si separano, dopo avere convenuto che Bruto darà il segnale brandendo il proprio pugnale. Giunge Cesare, scortato dai littori, seguito dalla folla. Bruto gli si rivolge pubblicamente, chiedendogli di restituire a Roma la libertà, poi rivela, tra la meraviglia generale, di essere figlio di Cesare. Cesare proclama di avere deciso di trasferire al figlio la propria autorità; ma Bruto dice che questo significa che Cesare ha ceduto alle sue richieste ed è finalmente pronto a rinunciare alla tirannia. Cesare capisce che non riuscirà a convincere Bruto ad appoggiarlo, quindi con autorevolezza dichiara che muoverà guerra ai Parti, portando Bruto con sé e lasciando ad Antonio il governo di Roma.
Alle insistenze di Cesare, Bruto dà il segnale, i congiurati accorrono e Cesare muore, coperto di ferite, ai piedi della statua di Pompeo, rivolgendo le ultime parole al figlio:
(Cesare - Atto Quinto)
Gli altri partono per uccidere Antonio, i Romani entrano, e Bruto rimane solo con loro e il cadavere del padre. Bruto si rivolge ai suoi concittadini infuriati, rivelando che Cesare intendeva farsi incoronare re, e la furia si trasforma in ammirazione. Il popolo, capeggiato da Bruto, muove verso il Campidoglio per proclamare la liberazione di Roma:
Popolo: Andiam: si tolga
la sacra rocca ai traditori.
Bruto: A morte,
a morte andiam, o a libertade.
[Si muove Bruto, brandendo ferocemente la spada; il popolo tutto a furore lo segue]
Popolo: A morte,
con Bruto a morte, o a libertà si vada.»

## Rappresentazione
La scena si svolge dapprima al Tempio della Concordia, poi presso la Curia di Pompeo in Roma.
Il cambiamento viene annunciato nel corso della tragedia, alla fine della prima scena del primo atto

## Edizioni
- Vittorio Alfieri, Tragedie, Sansoni 1985